# Myrmecoderus laevipennis
Myrmecoderus laevipennis is een keversoort uit de familie platsnuitkevers (Salpingidae). De wetenschappelijke naam van de soort werd in 1893 gepubliceerd door George Henry Horn.